# Дорсини, Пьер
Пье́р Дорсини (фр. Pierre Dorsini; 23 апреля 1934, Вильрюп — 10 января 2023, Кастельжинес) — французский футболист и тренер, играл на позиции нападающего.

## Биография

### Игровая карьера
Дорсини начинал карьеру в клубе «Нанси», за который отыграл три сезона.
В 1957 году он перешёл в клуб «Тулуза», в составе которого отыграл 10 сезонов и стал одним из ключевых игроков того клуба. В составе «Тулузы» он сыграл 324 матча и забил 104 гола, став лучшим бомбардиром клуба в его истории. В 1967 году он завершил карьеру после слияния «Тулузы» с клубом «Ред Стар».

### Тренерская карьера
С 1972 по 1973 год был главным тренером новообразованного клуба «Тулуза».

### Смерть
Скончался 10 января 2023 года в возрасте 88 лет в доме престарелых (коммуна Кастельжинес).